# MOSH/MOAH
Mit den Abkürzungen MOSH und MOAH werden zwei unterschiedliche Gruppen chemischer Verbindungen bezeichnet, die im Mineralöl vorkommen. MOSH steht dabei für englisch Mineral Oil Saturated Hydrocarbons (Gesättigte Mineralölkohlenwasserstoffe), MOAH für englisch Mineral Oil Aromatic Hydrocarbons (Aromatische Mineralölkohlenwasserstoffe). Da nicht alle analytischen Systeme MOSH und MOAH trennen können, wird oft nur von MOH (Mineral Oil Hydrocarbons) gesprochen, diese beinhalten dann den MOSH- und MOAH-Gehalt.

## Zusammensetzung
Die zur MOSH-Fraktion gehörenden Komponenten sind Paraffine (offenkettige Kohlenwasserstoffe) und Naphthene (cyclische Kohlenwasserstoffe), die meist hoch alkyliert sind. Diese stammen entweder direkt aus dem Erdöl oder wurden durch Hydrierung von Aromaten und weitere Reaktionen bei der Raffination gebildet.
Die MOAH-Fraktion, die im Mineralöl grob 20 Prozent ausmacht, enthält Verbindungen mit mono- oder polyaromatischen Ringen, die zusätzlich auch hoch alkyliert sein können. Definitionsgemäß werden Kohlenwasserstoffe mit mindestens einem aromatischen Ring der MOAH-Fraktion zugerechnet, auch wenn das Gesamtmolekül zum weit überwiegenden Teil gesättigt ist.

## Biologische Wirkung
Für MOSH- und MOAH-Gemische liegen bisher keine Studien zur Toxizität nach oraler Aufnahme vor. Eine konkrete Risikoabschätzung für den Menschen ist daher bislang nicht möglich. Es kann allerdings nicht ausgeschlossen werden, dass in der MOAH-Fraktion auch krebserzeugende Verbindungen enthalten sind.
Für die biologische Wirkung der Verbindungen ist entscheidend, welche Komponenten vom Körper resorbiert werden. Es muss davon ausgegangen werden, dass sich die aufgenommenen Gemische im menschlichen Körper anreichern können, weil sie nur langsam wieder ausgeschieden werden.
Circa 90 Prozent der kürzerkettigen Kohlenwasserstoffe (mit 14 bis 18 C-Atomen) können ohne weiteres über das Portalgefäßsystem bzw. das lymphatische System resorbiert werden. MOSH können sich in Fettzellen, Lymphdrüsen, Milz und Leber anreichern. Die Konzentration von Kohlenwasserstoffen in Fettgewebe ist mit durchschnittlich 60 ppm so hoch wie in Muttermilch. Tierversuche haben gezeigt, dass Mineralölgemische geringer Viskosität zur Entzündung in der Leber, den Herzklappen und zu Histiozytose in Lymphknoten führen können.

## Auftreten in Lebensmitteln und Konsumgütern
MOSH und MOAH wurden wiederholt in Lebensmitteln nachgewiesen. Als Quelle der Verunreinigung gelten häufig die verwendeten Verpackungsmaterialien aus Recyclingkarton oder die auf der Verpackung zum Einsatz kommenden Druckfarben auf Mineralölbasis, die durch Migrationsprozesse in die Lebensmittel übergehen. Allerdings können auch Maschinenöle aus dem Herstellungsprozess für Kontaminationen verantwortlich sein. Mittlerweile werden Lebensmittelverpackungen zumeist aus fabrikneuem Papier gefertigt. Dies gilt nicht für Sekundär- und Transportverpackungen. Dabei kann auch von benachbarten Verpackungen eine Kontamination ausgehen.
Inzwischen werden unterschiedliche Barrierelösungen im Markt angeboten, die dies verhindern. Grundsätzlich wird bei Faltschachtelkartons/Verpackungspapieren unterschieden zwischen extrusionsbeschichteten und solchen mit einer Mineralölbeschichtung auf wässriger Basis, die direkt bei der Kartonproduktion appliziert wird. Von der Kartonindustrie angeboten werden zudem Lösungen, die Aktivkohle in der Mittellage des Kartons haben, so genannte Mineralöladsorber. Möglich ist darüber hinaus aber auch die Applizierung einer Mineralölbarriere während des Druckprozesses beim Hersteller.
Weitere Quellen bei Lebensmittel wie z. B. Reis sind Klebstoffe am Karton, aber auch Verarbeitungs- und Behandlungsmethoden wie die Anwendung von Antiverklumpungs- und Staubbindemitteln oder Sprühglanzmitteln.

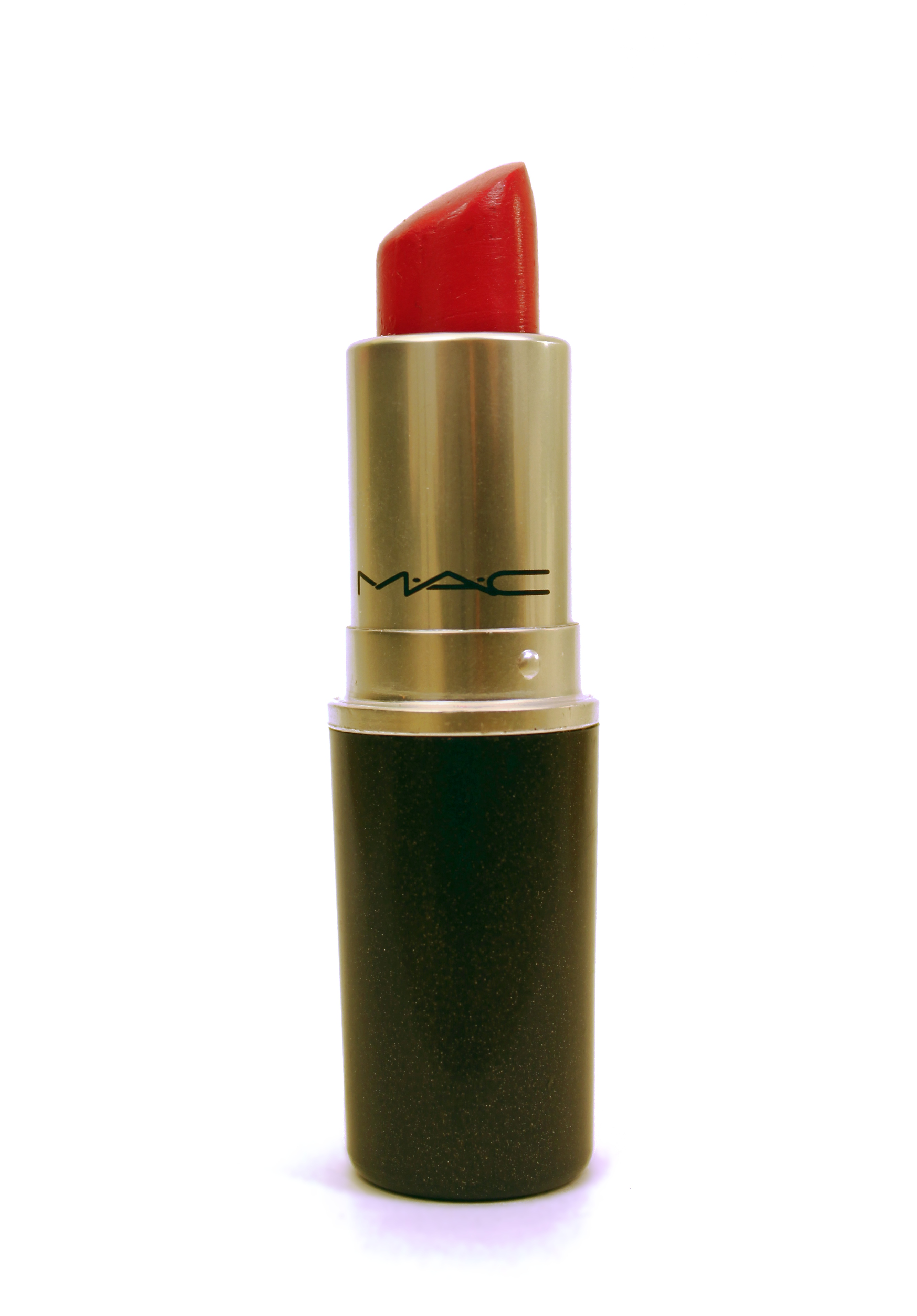
In Lippenstiften können MOSH enthalten sein.

Viele Kosmetika enthalten Mineralölprodukte (z. B. Paraffinum, Petrolatum, Cera microcristallina) als fettende Komponente. Darin wurden teilweise deutliche Anteile an aromatischen Kohlenwasserstoffe (MOAH) festgestellt. Die von den Kosmetikherstellern angewendeten Tests, um die Einhaltung von Limits für krebserregende polycyclische aromatische Kohlenwasserstoffe sicherzustellen, sind laut Stiftung Warentest nicht geeignet, alle Verbindungen aus der Gruppe der MOAH zu erfassen.
Die Stiftung Warentest beschrieb 2015 auch Lippenpflegeprodukte als problematisch, da MOSH und MOAH beim Ablecken und Verschlucken in den Körper gelangen und resorbiert werden können. Inzwischen liegen hierzu neuere Informationen des Bundesinstituts für Risikobewertung (BfR) vor.
Am 27. Februar 2018 (Stellungnahme Nr. 008/2018) veröffentlichte das BfR eine Risikobewertung der Anwendung von Mineralölqualitäten, die den Reinheitsanforderungen an Arzneimittel bzw. an die zugelassenen Mineralöl-Lebensmittelzusatzstoffe entsprechen, unter Berücksichtigung vom MOSH und MOAH. Gesundheitliche Risiken sind nach derzeitigem Kenntnisstand nicht zu erwarten. Dies gilt auch für Lippenpflegeprodukte, da bei Einhaltung der Empfehlung von Cosmetics Europe keine gesundheitlichen Effekte durch die orale Aufnahme zu erwarten sind.

## Übertragungswege
Bei Kohlenwasserstoffen mit bis zu 25 C-Atomen erfolgt die Kontamination von Lebensmitteln durch Ausgasen aus den Verpackungsmaterialien und das Niederschlagen auf der Lebensmitteloberfläche. Große Oberflächen (wie beispielsweise bei Reis) führen zu stärkerer Belastung mit Kohlenwasserstoffen. Innenverpackungen aus Polyethylen (PE) oder Polypropylen (PP) bremsen den Übergang. Nur so genannte funktionale Barrieren, die Aluminiumschichten oder Polyethylenterephthalat (PET) enthalten, gelten als undurchlässig (migrationsdicht). Jedoch ist die Herstellung von Alufolie energieintensiv, beeinflusst den Recyclingprozess negativ und ist umweltschädlich. Wasserdampfundurchlässige Verpackungen können außerdem das Wachstum von Mikroorganismen in Lebensmitteln fördern. Jüngst entwickelte spezielle Folien sind wahrscheinlich nur für bestimmte Verpackungssysteme nutzbar.

## Nachweis
Der analytische Nachweis und die quantitative Bestimmung der MOSH- und MOAH-Fraktion erfolgt als Summenparameter. Hierfür werden die Proben mit n-Hexan extrahiert und der Extrakt mit gekoppelter HPLC-GC mit Flammenionisationsdetektor oder massenspektrometrischem Detektor analysiert. Bei der komplexen Analytik ist zu beachten, dass mögliche polyolefinische Bestandteile aus Polyethylen oder Polypropylen als Störkomponenten auftreten können.

## Rechtliche Bewertung

### Lebensmittel
Laut EG-Verordnung muss grundsätzlich ausgeschlossen werden, dass „Stoffe in Mengen, die genügen, um die menschliche Gesundheit zu gefährden […], in Lebensmittel übergehen.“
Das Bundesministerium für Ernährung und Landwirtschaft (BMEL) plant sowohl eine Druckfarben- als auch eine Mineralölverordnung. Auf europäischer Ebene hat die Expertendiskussion begonnen, ohne dass bislang (Stand: 2014) eine Gesetzesinitiative in Sicht ist.

### Kosmetika
Gemäß den Bestimmungen der Verordnung (EG) Nr. 1223/2009 über kosmetische Mittel „sind Mineralöle in kosmetischen Mitteln nur erlaubt, wenn der Raffinationsprozess vollständig bekannt und der Ausgangsstoff frei von kanzerogenen Substanzen ist oder das Destillat mit bestimmten Methoden geprüft wurde“. Wenngleich gesundheitliche Risiken bei einer Aufnahme über die Haut nicht zu erwarten seien, rät das BfR, dass dennoch „die MOAH-Gehalte in kosmetischen Mitteln auf die nach dem gegenwärtigen Stand der Technik unvermeidbaren Spurengehalte reduziert werden sollten.“
Das BfR hat die dermale Aufnahme von MOSH und MOAH aus Mineralölen über Kosmetika gesundheitlich bewertet und das Ergebnis am 27. Februar 2018 veröffentlicht. Da in kosmetischen Produkten nur hochraffinierte und den Reinheitsanforderungen für Arzneimittel entsprechende Mineralöle und mikrokristalline Wachse eingesetzt werden, sind nach aktuellem wissenschaftlichem Kenntnisstand aus Sicht des BfR gesundheitliche Risiken für Verbraucher bei Anwendung kosmetischer Mittel auf der Haut nicht zu erwarten. Bei Lippenpflegeprodukten trägt die oral aufgenommene Dosis an Mineralölen weniger als 10 Prozent zur Auslastung der erlaubten Tagesdosis von Anwendern bei. Werden die Empfehlungen von Cosmetics Europe eingehalten, erwartet das BfR daher ebenfalls keine gesundheitlichen Effekte durch die orale Aufnahme.
Damit hat es die Stellungnahme 014/2015 ersetzt, in der sich das BfR noch nicht zu einer abschließenden gesundheitlichen Bewertung zur Mineralölaufnahme über die Haut in der Lage sah, da hierzu die Datenlage noch nicht ausreichend war.

### Frankreich
Mit einem Erlass vom 13. April 2022 führt Frankreich schrittweise ein Verbot der Verwendung von Mineralölen in Druckfarben für Verpackungen und Nicht-Verpackungen ein. Ab dem 1. Januar 2023 gilt für MOAH ein Höchstgehalt von 1 %. Ab dem 1. Januar 2025 wird dieser auf 0,1 % abgesenkt und um MOSH erweitert. Das Verbot umfasst bei den aromatischen Mineralölkohlenwasserstoffen (MOAH) alle, die 1 bis 7 aromatische Ringe umfassen, und bei den mit gesättigten Kohlenwasserstoffen (MOSH) alle mit 16 bis 35 Kohlenstoffatomen.